# André Kertész
André Kertész (Budapest, 2 luglio 1894 – New York, 28 settembre 1985) è stato un fotografo ungherese che ha però svolto la maggior parte della propria carriera artistica negli Stati Uniti d'America.

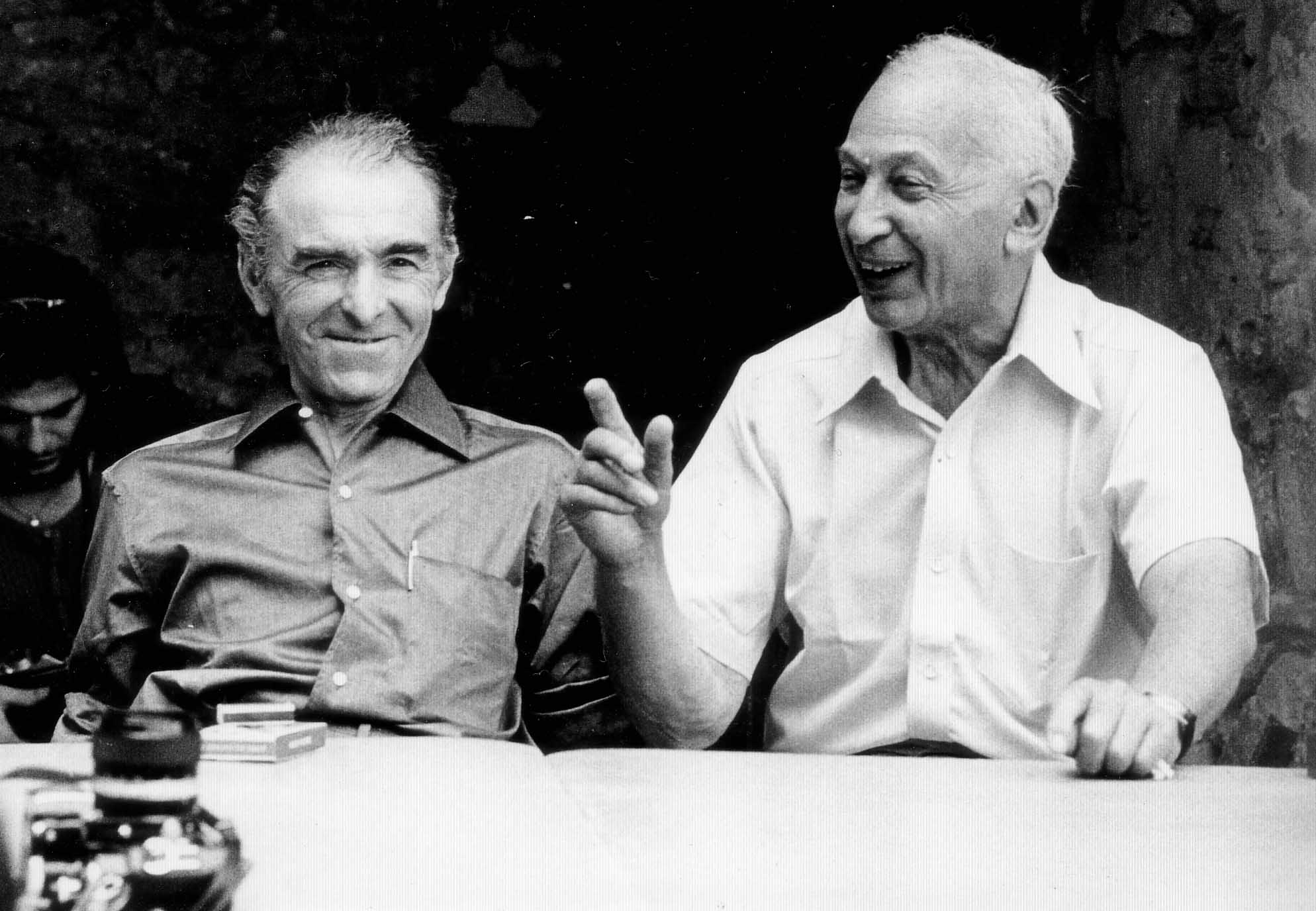
André Kertész (a destra) con Robert Doisneau ad Arles nel 1975

Tra i maggiori fotografi del XX secolo, per il suo lavoro ricevette notevoli riconoscimenti e fu di ispirazione per importanti artisti e fotografi suoi contemporanei. Dimostrò come qualsiasi aspetto del mondo, dal più banale al più importante, meriti di essere fotografato. Di carattere introverso, guidato principalmente dall'intuito, la sua opera è difficilmente classificabile. Nonostante la strada sia stata il soggetto principale e più stimolante delle sue fotografie, non era interessato alla cronaca o agli importanti eventi mondani, quanto alla possibilità di mostrare attraverso i grafismi delle moderne metropoli la felicità silenziosa di un istante.
(Henri Cartier-Bresson)
(M.Thompson Nati)

## Biografia

### Budapest
Nato in una famiglia della media borghesia ebraica, ebbe tre fratelli, Imre (1890 - 1957), Jenő, (1897 - fine degli anni '70) e Andor. Perse il padre, Lipót Kertész, a soli 15 anni. Nel 1912 si diploma all'Accademia commerciale di Budapest e compera la sua prima fotocamera, scegliendo la ICA 4.5x6, un apparecchio maneggevole che utilizza senza stativo e che gli permette di realizzare la fotografia Ragazzo dormiente, data come la sua prima immagine in cui un giovane addormentato è ripreso sullo sfondo della drogheria di famiglia.
Si arruola nel 1915 nell'esercito austro-ungarico e parte volontario per il fronte russo-polacco. Porta con sé una piccola Goerz Tenax con obiettivo da 75mm, con la quale documenta la vita di trincea e le lunghe marce, evitando gli aspetti più crudi della guerra. Venne ferito alla mano sinistra rimanendo inabile per un anno.
Trascorse la sua convalescenza prima a Budapest poi a Esztergom. Continua a fotografare e tra i suoi soggetti preferiti compaiono spesso il fratello Jenő e la madre. A causa della Rivoluzione ungherese del 1918, perde gran parte delle fotografie realizzate al fronte. Nel 1919 conobbe Erzsébet Salamon (Elisabeth Sali, 1904 - 1977), che diverrà poi sua moglie.

### Parigi
Nel settembre del 1925, a causa della depressione post bellica dell'Ungheria si trasferisce a Parigi, dove, del resto, stavano convergendo altri importanti personaggi dell'arte d'avanguardia come Germaine Krull, Robert Capa, Man Ray e Berenice Abbott. Intrecciò una profonda amicizia con Gyula Halász, conosciuto come Brassaï. Gli prestò la fotocamera insegnandogli le basi della fotografia e della ripresa notturna.
Nel primo periodo mantenne il contatto con Elisabeth rimasta in Ungheria attraverso lettere, poi, sempre più immerso nel suo lavoro, smette di scriverle. Il 2 ottobre 1928 sposò Rószi Klein (1900-1970) che introduce alla fotografia, pubblicando sotto lo pseudonimo di Rogi André. La coppia si separerà due anni dopo e il loro rapporto si concluderà con il divorzio nel 1932. Durante un viaggio in Ungheria, Kertész scoprì che Elisabeth non aveva interrotto la corrispondenza, ma Rószi aveva intercettato e nascosto le lettere. Si riavvicinarono e nel 1931 Elisabeth lo raggiunse a Parigi, sposandosi infine nel 1933.
Nel 1927 nella galleria Au sacre du printemps fu organizzata una delle prime mostre fotografiche di Kertész. Il catalogo è introdotto da una poesia del teorico dadaista Paul Dermée:
che vede il grande re nudo quando è vestito di menzogne
che freme per i fantasmi che bazzicano i Quai de la Sein
che ci meraviglia a ogni nuova immagine che crea
tre sedie nel sole ai Giardini del Lussemburgo
la porta di Mondrian aperta sulla scala,
gli occhiali su un tavolo insieme alla pipa
nessun arrangiamento, nessun trucco, nessun inganno e nessuna manipolazione
la tua è tecnica onesta, incorruttibile come la visione,
nel nostro ospizio di ciechi,
Kertész è il fratello che vede per noi.»
(Paul Dermeé)
Acquistò una Leica nel 1928 e insieme a Henri Cartier-Bresson iniziò a lavorare per la rivista Vu, il cui stile influenzò anche l'americana Life. Nel 1929 Kertész partecipò alla prima mostra indipendente di fotografia, conosciuta come il Salon de l'escalier, insieme a Berenice Abbott, Laure Albin-Guillot, George Hoyningen-Huene, Germaine Krull, Man Ray e Eugène Atget.
Nel 1933 si presentò per Kertész una buona occasione per dimostrare il proprio lavoro quando la rivista Le sourire gli offrì cinque pagine da riempire in piena libertà. Riprendendo il tema delle distorsioni che utilizzò già nel 1917 per delle immagini di un nuotatore, Kertész affittò uno specchio deformante da un circo e nel suo studio realizzò una serie di fotografie di due modelle, Hajinskaya Verackhatz e Nadia Kasine. Nasce la serie delle Distorsioni in cui Kertész cerca di applicare non tanto un surrealismo fine a se stesso, quanto una ricerca sulle possibilità di deformare il corpo umano, utilizzando la luce come solo lui sapeva fare.

### New York
Interessato alle nuove correnti artistiche americane, decise di accettare l'offerta di Erney Prince dell'agenzia Keystone, trasferendosi insieme alla moglie Elisabeth a New York, nell'ottobre del 1936. All'epoca voleva rimanere solo per un anno di contatto, ma poi prolungò la permanenza fino al termine dei suoi giorni. Il lavoro alla Keystone durò solo un anno, poi tornò ad essere un fotografo freelance. Le sue immagini non erano ben accette nel panorama fotogiornalistico statunitense, il quale richiedeva uno stile più rigoroso e prettamente didascalico. Proponendo il suo lavoro alla rivista Life, Kertész ottenne come risposta che "le sue immagini dicevano troppo".
Suo malgrado si adattò al nuovo stile e lavorò come collaboratore per molte riviste, tra cui Harper's Bazaar, Vogue, Town and Country, The American House, Coller's, Coronet, Look. Nel 1944 ottiene la cittadinanza statunitense. Nel 1936 anche la Francia gli aveva offerto la propria cittadinanza per meriti artistici.
Seguirono molte mostre personali che gli fornirono prestigio a livello mondiale e pubblicazioni che continuarono a susseguirsi edite dalle principali agenzie fotografiche. Ottenne la laurea honoris causa del Bard College. Malato e confinato in casa, continuò a fotografare utilizzando un obiettivo zoom dalla finestra della sua casa affacciata sullo Washington Square Park. Raccolse le foto nel libro From my Window (1981), dedicandolo alla moglie Elisabeth morta di cancro nel 1977.
Il 28 settembre 1985 André Kertész morì nella sua casa a New York lasciando più di 100.000 negativi. Nel 1997 ad un'asta di Christie's la stampa "Pipa e occhiali di Mondrian" (1926) fu aggiudicata per 376.500 dollari.

## Opere
- Nos Amies les Betes, 1936 - Parigi.
- Les Cathédrales du Vin, 1937 - Parigi.
- Days of Paris, 1945 - New York.
- André Kertész. Photographer, 1964 - New York.
- On reading, 1971 - New York.
- Foto, 1972 - Budapest.
- André Kertész. Sixty Years of Photography, 1972 - New York e Londra.
- J'aime Paris Photographs since 1920, 1974 - New York.
- Washington Square, 1975 - New York.
- Of New York, 1976 - New York.
- Distortions, 1976 - New York.
- André Kertész, 1976 - New York.
- André Kertész: Americana - Birds - Landscapes - Portraits, 1979 - New York.
- From my Window, 1981 - Boston.
- Hungarian Memories, 1982.